# Turnier-Organisations- und Informationssystem
Das Turnier-Organisations- und Informationssystem (TORIS) der Deutschen Reiterlichen Vereinigung e.V. (FN)  wird vorwiegend zur Nennungsverarbeitung auf Reitsportturnieren eingesetzt. Das Programm wird von der FN und der Firma DUW SH entwickelt und kam im Jahr 2014 auf 3.536 Veranstaltungen zum Einsatz.

## Funktionen
Zu den wesentlichen Funktionen von TORIS zählen unter anderem:
- Import der Nennungen aus dem Online-Nennungsportal FN NeOn der FN
- Verwaltung der Teilnehmerdaten
- Verwaltung der Pferdedaten
- Zuordnung von Teilnehmern und deren Pferden zu bestimmten Prüfungen
- Erstellung der Starterlisten
- Erstellung der Ergebnislisten
- Verwaltung der Finanzen
- Verwaltung der Turnierfachleute
- Export der Teilnehmer- und Pferdedaten
- Rückmeldung der Ergebnisse an die Deutsche Reiterliche Vereinigung

## Nennungsverarbeitungsprozess

### Vorbereitung der Veranstaltung
Im Vorfeld eines Reitsportturniers melden sich die Teilnehmer über das Online-Portal NennungOnline der FN an. Dabei kann gewählt werden, welche Pferde für welche Prüfung angemeldet werden sollen. Dem Verwalter des Turniers werden diese Daten nach der Anmeldung übermittelt und er kann entscheiden, ob er die Anmeldung akzeptiert oder sie ablehnt, zum Beispiel, wenn der Teilnehmer nicht berechtigt ist, sich für eine bestimmte Prüfung anzumelden. Nach dem Ende der Anmeldefrist kann der Turnierverwalter die Daten aller Turnierteilnehmer herunterladen und in TORIS importieren. Seit Anfang des Jahres 2013 ist die Nennung von Leistungsprüfungen (LP) gemäß der Leistungsprüfungsordnung (LPO) der Deutschen Reiterlichen Vereinigung e.V. (FN) nur noch online über FN NeOn möglich. Allerdings können Wettbewerbe gemäß der Wettbewerbsordnung (WBO) der FN noch immer auf einem Nennungsformular in Papierform genannt werden, sodass der Turnierverwalter nach dem Import der Teilnehmer- und Pferdedaten von FN NeOn auch noch einige dieser Daten per Hand in das System einpflegen muss.

### Aufgaben während der Veranstaltung
Während der Veranstaltung muss die Meldestelle, die die administrativen Aufgaben während des Reitsportturniers und meistens auch die Turnierverwaltung übernimmt, die Startmeldungen annehmen (meist am Telefon) und diese in TORIS vermerken. Wenn die Frist der Startmeldungen für eine Prüfung verstrichen ist, erstellt die Meldestelle eine Starterliste für die entsprechende Prüfung, auf der den Teilnehmern und Zuschauern eine Vielzahl an Informationen zur Verfügung gestellt werden, so zum Beispiel die Namen der Teilnehmer und deren Pferde, die Startreihenfolge und eventuelle Startzeiten und auch die Namen der Prüfungsrichter. Alle Listen werden in TORIS mithilfe von Crystal Reports generiert. Nach dem Ende einer Prüfung beginnt die Meldestelle die Ergebnisse dieser Prüfung in TORIS einzutragen und erstellt danach eine Ergebnisliste, der der Prüfungssieger und alle platzierten und nicht platzierten Teilnehmer zu entnehmen sind. Die Meldestelle ist ebenfalls für die Auszahlung eventueller Geldpreise an die Teilnehmer zuständig. Die Abrechnung eines Teilnehmerkontos erfolgt dabei auch durch TORIS. Auch die Vergütung der Turnierfachleute, zum Beispiel der Prüfungsrichter, ist Teil der Aufgaben der Meldestelle und kann ebenfalls in TORIS erfolgen.

### Nachbereitung der Veranstaltung
Nach Ende eines Reitsportturniers ist der Turnierverwalter für die Rückmeldung der Ergebnisse des vergangenen Reitsportturniers an die FN verantwortlich. Dafür kann mithilfe von TORIS eine Datei erstellt werden, die alle für die FN relevanten Daten enthält und an die FN zurück gesandt wird. Außerdem besteht auch die Möglichkeit, bereits während der Veranstaltung die Ergebnisse auf dem Online-Portal FN Erfolgsdaten des FN Verlags zu veröffentlichen. TORIS bietet dafür einen automatisierten Uploader, der die Daten per FTP auf das Portal lädt.